# Народы Крыма (древнейшее время — конец XVIII века)
Народы Крыма с древнейших времён до конца XVIII века — народы Крыма, населявшие полуостров с VIII века до н. э. и до конца XVIII столетия.

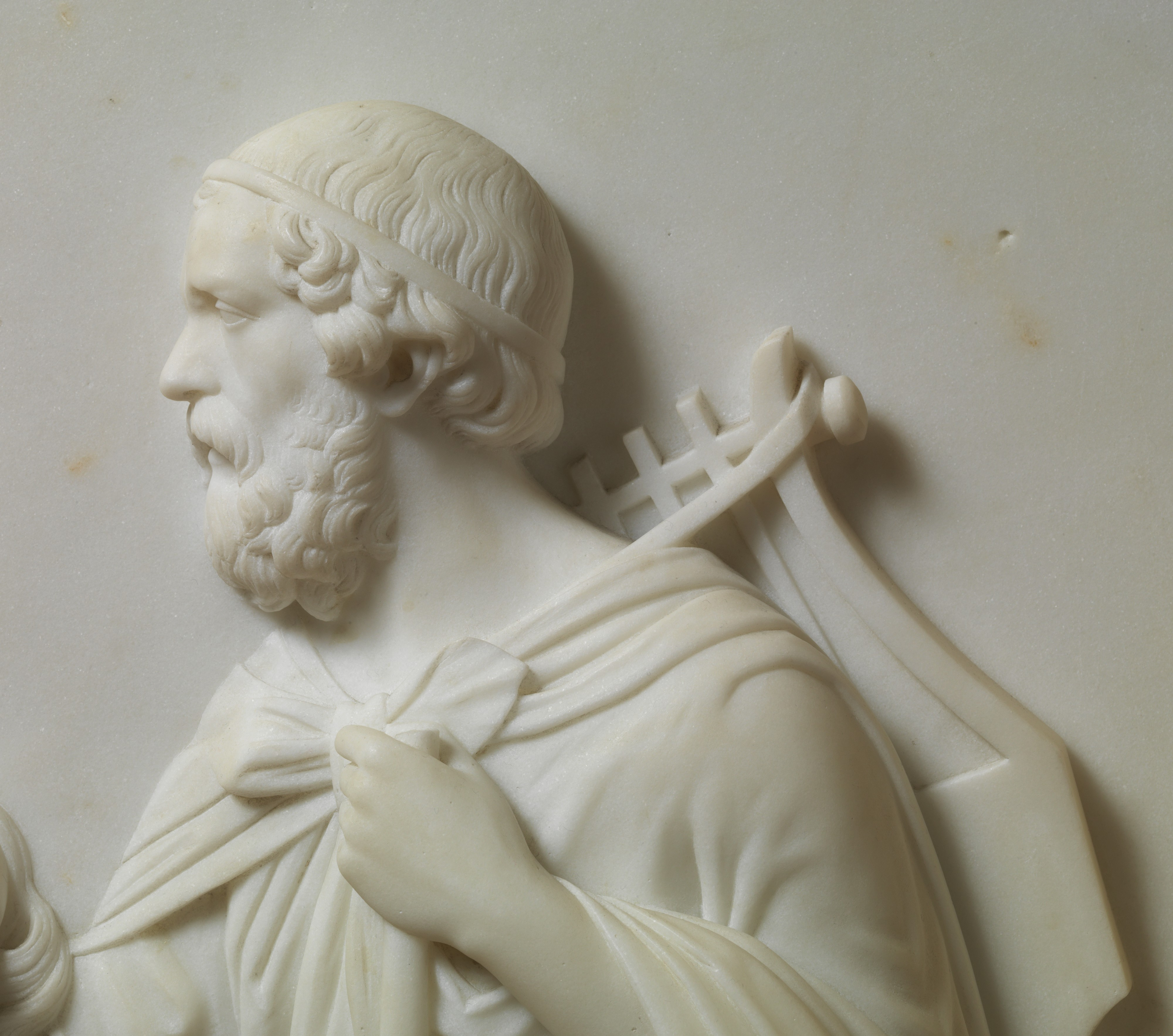
Гомер — первый автор, упомяну́вший народ Крыма.

В списке представлены народы и этносы, которые внесли существенный вклад в развитие культурного пространства Крыма, оставили заметный след в истории полуострова и послужили одной из составляющих в формировании этнически сложного населения Крыма. Формирование этнокультурного многообразия Крыма определили три историко-географические территории. Из евразийских степей на полуостров в течение многих веков приходили многочисленные кочевые народы. Со Средиземноморья и южных черноморских берегов в Крым пришла античная культура и оказывалось этнокультурное воздействие со стороны Византии, Турции, Армении. С территории Восточной Европы в Крым приходили германские племена и восточнославянские народы.
Ранняя хронологическая граница определена исходя из первого упоминания в письменных источниках о народе, населявшем Крым. Первыми такими источниками являются эпические поэмы Гомера «Одиссея» и «Илиада». По мнению большинства учёных этим упомянутым народом были киммерийцы. Гораздо больше информации о древних крымских народах оставил Геродот в своей «Истории».
Поздняя дата — присоединение Крымского полуострова к Российской империи. В результате такого исторически эпохального события для полуострова, этническая ситуация на полуострове резко изменилась. С 1790-х годов начались первые эмиграционные процессы крымскотатарского населения в Турцию, а царское правительство России начало осуществлять программу заселения свободных и освобождаемых земель Крымского полуострова. Первыми поселенцами стали увольняемые из армии солдаты и нижние чины, а также их жёны. По договору с турецким правительством сюда направлялись русские, которые проживали в Молдавии, входившей в состав Османской империи. Были выходцы из Польши, в основном этнические русские и украинцы. С 1787 года стали переселять казённых крестьян. Дворяне, помещики получали обширные наделы и переводили своих крепостных крестьян из разных российских губерний. Прибывали на новые земли иностранные колонисты: греки, болгары, немцы, итальянцы и др., и беглый народ в поисках вольной жизни. Особенно усилился приток переселенцев после окончания Крымской войны и массовой эмиграции с полуострова  магометанского населения. За 1783—1800 годы Крым покинуло около 300 тыс. человек, за 1854—1862 годы — 192,4 тыс. Основной территорией расселения эмигрировавшего народа стала Османская империя. В списке не описываются народы, заселившие Крым после его присоединения.

## Киммерийцы

Киммерийские всадники. Роспись на этрусской вазе

Этноним «киммерийцы» впервые был зафиксирован в VIII веке до н. э. одновременно на двух языках: древнегреческом (Гомером) и аккадском. Во всех древнегреческих и древневосточных источниках киммерийцы описываются как кочевники, живущие войной.
Геродот четвёртую книгу «Истории» — «Мельпомена» — посвятил Северному Причерноморью, скифам и народам Таврики, упомянув среди них кочевников-киммерийцев. Пересказывая легенду о происхождении скифов, он описал историю киммерийского народа, покинувшего свою страну в результате междоусобицы и под натиском воинственных скифов. Существует также гипотеза, что «киммерийцы» не этноним, а название передовых отрядов воинов-кочевников, и что такого народа не существовало.
Археологической киммерийской культурой археологи считают подкурганные захоронения кочевников доскифского времени (IX — первая половина VII века до н. э.), которые отличаются по обряду и инвентарю от других кочевнических культур, в том числе и от скифской VII века до н. э. Киммерийские погребения обнаружены в степной части полуострова. Основу хозяйства составляло кочевое скотоводство с преобладанием разведения лошадей. Киммерийцы находились на переходной стадии от первобытнообщинного к раннеклассовому обществу.
Связанные с киммерийцами географические названия в Крыму: Боспор Киммерийский, Киммерийские переправы, Киммерик.

## Тавры

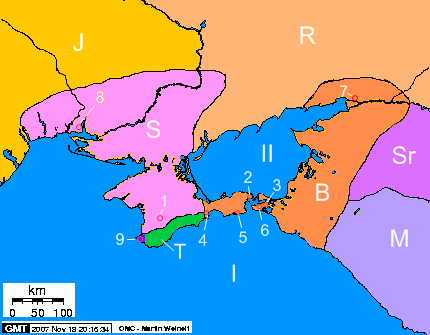
Крым, I век
Скифы
Тавры
Боспорское царство

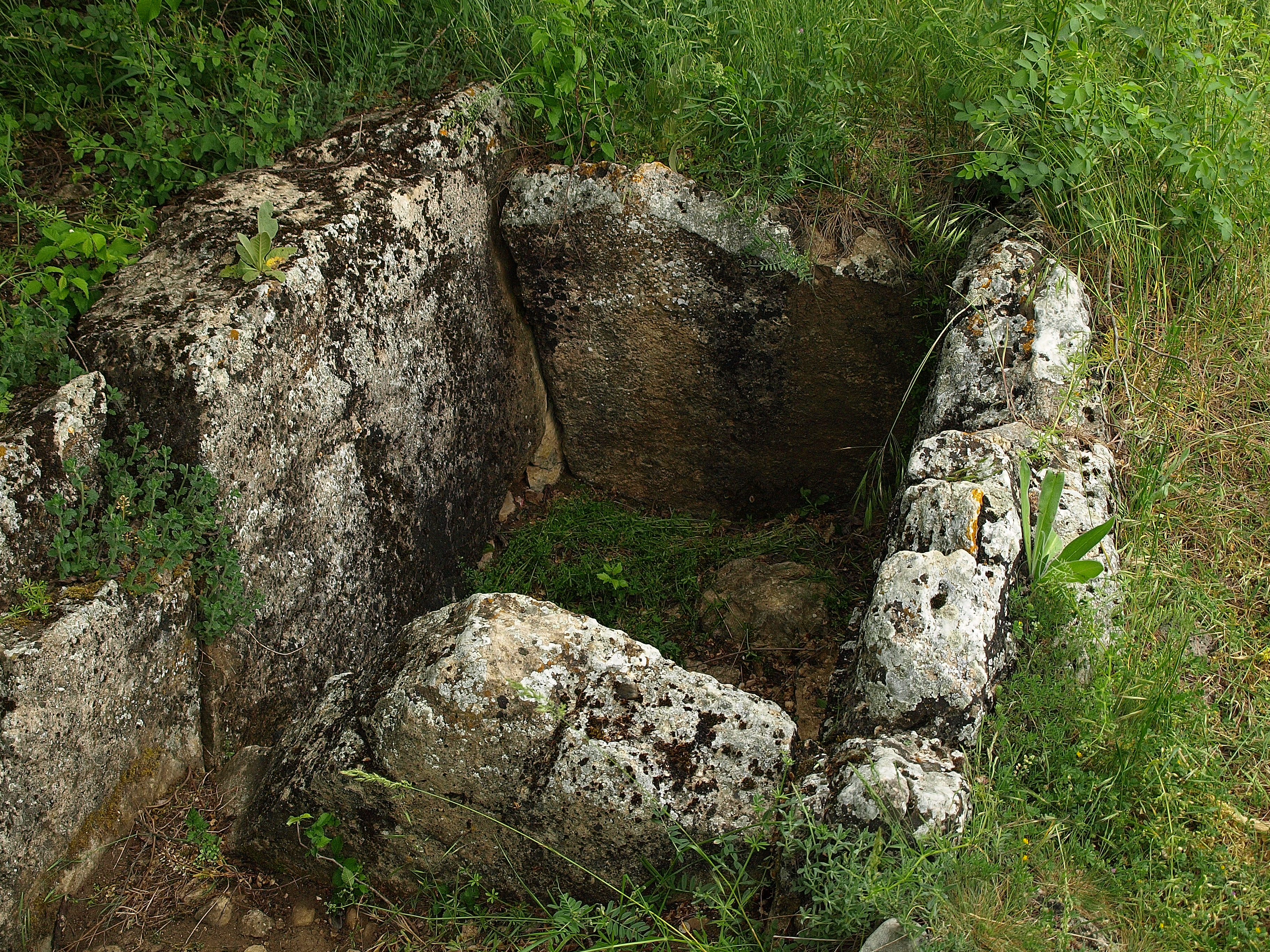
Таврский могильник Таш-Кой в Байдарской долине

Самые ранние письменные сведения о таврах — жестоких горцах-кочевниках, проживавших в горных и предгорных районах Крыма, промышлявших грабежами и морским пиратством, получены из «Истории» Геродота. Они по праву могут считаться крымскими автохтонами. Во всех письменных источниках и по археологическим исследованиям, история тавров началась и закончилась на полуострове, за пределами которого их следы не обнаружены. Исследователи-крымологи в XIX веке полагали, что тавры были потомками киммерийцев. Ныне археологи обоснованно считают их самостоятельным народом, сложившимся на основе местного населения и относят их культуру к кизил-кобинской. Обнаруженные таврские могильники датируются VI—V веками до н. э. Под влиянием скифов тавры постепенно утратили свои специфические особенности культуры и были окончательно ассимилированы скифами предположительно ко II—III вв..
Связанные с таврами географические названия в Крыму: Таврида, Tаврические горы.

## Скифы

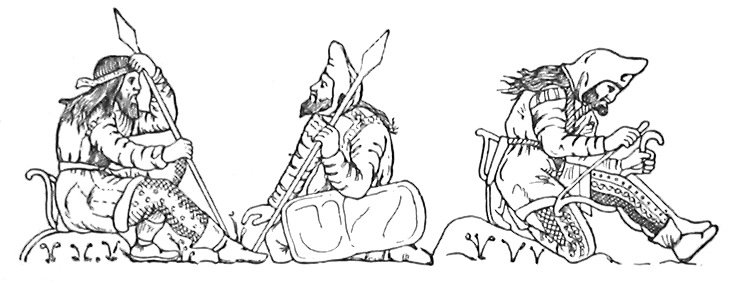
Скифские воины. Срисовано с чашки из электрума (курган Куль-Оба)

Кочевой народ. В VII веке до н. э. населяли территорию Северного Причерноморья, Предкавказья и, потеснив тавров — Крым. Греки называли их «скифами», вавилоняне и ассирийцы — «ишкузами», самоназвание — «сколоты». По версии Геродота скифы пришли из глубин Азии. Среди современных учёных отсутствует единая точка зрения о происхождении этого народа, и согласие достигнуто лишь в том, что они являлись частью многочисленных ираноязычных кочевых народов евразийских степей. Наивысший расцвет Скифии приходится на IV век до н. э. при царе Атее. После его гибели скифы покинули причерноморские степи и сконцентрировались на Нижнем Днепре и в Крыму, перейдя к оседлому образу жизни. Столицей скифского царства стал Неаполь (окраина Симферополя). Во II веке до н. э. скифы расширили свои владения, захватив греческие поселения на западе крымского побережья и стали угрожать Херсонесу. Понтийский полководец Диофант в конце II века до н. э. покорил крымских скифов. Но в 63 году до н. э. они снова обрели независимость. В конце II века потерпели поражение в войне с Боспорским царством. В середине III века скифы как этнос прекращают своё существование в результате вторжения на полуостров германских племён и аланов.
Существуют четыре относительно общепризнанных локальных варианта скифской культуры в Крыму: восточнокрымский, центральный (предгорный), западнокрымский и северокрымский (присивашский). Наиболее дискуссионными являются памятники Керченского полуострова. Есть мнение об образовании в крымском Присивашье нового тавро-скифского этноса.
Связанные со скифами топонимы  в Крыму: Неаполь Скифский.

## Греки
Существует условное деление крымских греков на четыре группы. Эти группы отличаются особенностями их формирования, своеобразием языка и культуры. Это античные (древние) греки, средневековые крымские (ныне их потомков называют «мариупольскими греками»), греки «российского периода» (конец XVIII—XX вв.) и современная греческая община.

### Древние (античные) греки

Греческие колонии. Античная эпоха

Временны́е рамки древнегреческой колонизации Западного, Юго-Западного и Восточного Крыма — это середина VII—V веков до н. э. Среди основанных колоний наиболее крупными были Пантикапей, Херсонес, Нимфей, Киммерик, Керкинитида. Херсонес стал одной из поздних колоний (вторая половина V века до н. э.), а Пантикапейская колония (рубеж VII—VI веков до н. э.) превратилась в Боспорское царство — самое мощное государство на полуострове. Основную роль в греческой колонизации крымского полуострова сыграли греки-ионийцы и греки-дорийцы. Угроза нападения варваров привела греческие колонии к политической и территориальной консолидации, результатом чего явилось образование двух государств — Боспора и Херсонеса. В конце V века Херсонес потерял свою независимость и стал частью Византии. В IV веке Боспор подвергся нашествию гуннов и, признав их верховенство, избежал разрушений. Во второй четверти VI века боспорские земли так же оказались под властью Византии. Заканчивается история античных греков примерно III веком нашей эры, после вторжения на полуостров германских племён и северокавказских аланов.

### Крымские (средневековые) греки

Мариупольская гречанка в традиционном головном уборе

Учёные, на основании многочисленных археологических исследований, отрицают прямую культурную преемственность между древними греками и греками средневековья. Началом формирования средневековой группы условно принято считать III век. Это не было переселение части греческого этноса извне, а возникла в Крыму новая этническая общность. Археологи её называют «горнокрымской народностью» или «крымскими христианами».
В период раннего средневековья на полуострове происходил процесс межэтнической интеграции потомков позднеантичных мигрантов из разных провинций Византийской империи. На объединяющей основе, – религии («греческого православия»), греческого языка, культуры, общности территории, в течение столетий происходила этногенетическая миксация с образованием нового этноса путём слияния народов, не связанных родством. После разделения церквей самоназвание византийцев «ромей» (по-татарски «румей») стало синонимом «православный». Со временем самоназвание наполнилось этническим содержанием и стало восприниматься как синоним православного грека. После османского завоевания Крыма началась культурная ассимиляция крымских народов, в том числе и греков, со сменой религии и языка. Основной причиной смены языка и исламизации являлось стремление к адаптации в новых политических условиях с материальными выгодами. Те греки, которые по каким-либо причинам утратили родной язык, но не конфессиональную принадлежность, продолжали называть себя греками, но по-татарски «румей» произносилось уже как «урум». Интенсивность языковой ассимиляции особенно возросла после основания политического и культурного центра — Бахчисарая. Греки-урумы, утратившие свой язык, перешли на крымскотатарский (с огузскими и кыпчакскими диалектными чертами). Грекам-румеям же удалось сохранить свой язык, который выделяется в отдельную диалектную группу (румейский язык); некоторые лингвисты полагают, что он близок к понтийскому и имеет некоторое сходство с северногреческими диалектами. И одни и другие, называя себя «греками», сохранили вероисповедание — православие.
История средневековых греков заканчивается в 1778 году, когда их бо́льшая часть покинула Крымское ханство в результате добровольного переселения в Россию христианского населения на побережье Азовского моря Часть греков вернулась обратно на родину. Они, вместе с греками-мигрантами из различных областей Османской империи, стали ядром формирования новой крымской греческой общины и обеспечили преемственность традиций культуры, сложившейся в средние века и развитие этой культуры уже новых греков-мигрантов «российского периода».

## Сарматы

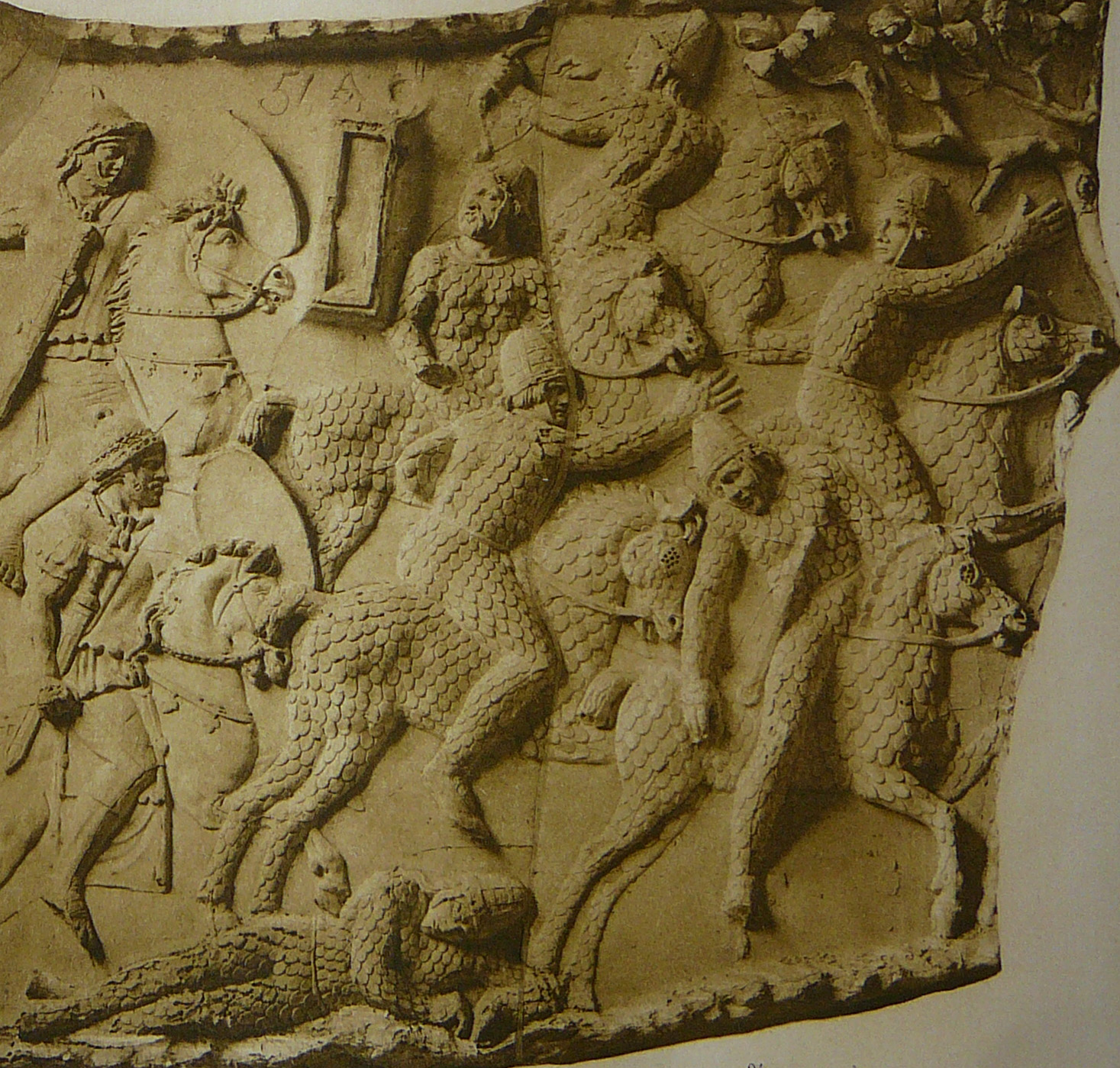
Сарматские катафракты, бегущие от римских всадников. Барельеф колонны Траяна

Ираноязычные племена (роксоланы, языги, аорсы, сираки, аланы и др.) родственные скифам, но имеющие другое происхождение и материальную культуру. Присутствие сарматов в Крыму во II—I вв. до н. э. обнаружено в археологических раскопках. В частности, в кургане около села Чистенькое в Симферопольском районе найден «всаднический клад» с наличием инвентаря позднескифских и сарматских черт. Другое погребение женщины с многочисленными изделиями и украшениями сарматского золото-бирюзового стиля найдено в Нижегорском районе. Но сарматских памятников на полуострове обнаружено небольшое количество. В I веке сарматские племена стали проникать и в предгорные районы Крыма, и на территорию Боспорского царства. Они селились рядом со скифами и хоронили своих умерших в тех же местах с характерными признаками сарматского обряда — в подбойных могилах. К III веку одно из сарматских племён — аланы достигли особого могущества, подчинив многие другие сарматские племена. В середине III века аланы, одновременно с германскими племенами, вторглись в Крым.

## Аланы
Одно из сарматских племён, упоминается в письменных источниках с середины I века. К III веку аланами называли многие ираноязычные племена. Аммиан Марцеллин так написал про них: «… они мало-помалу постоянными победами изнурили соседние народы и распространили на них название своей народности». В III веке в Крым переселилась большая группа аланов с северокавказских территорий. В могильниках появились погребения аланского типа. При захоронении умершего воина меч клали ему на голову или на плечо, а не рядом. Такой обычай зафиксирован только на Северном Кавказе и в Крыму. По мнению историка античности М. И. Ростовцева аланы, населявшие бассейн Днепра, в союзе с готами Северного Причерноморья в 250-е годы участвовали в походах готов против Римской империи, в результате которых были разрушены Ольвия и Танаис, а Пантикапей стал гото-сарматским городом. Расселившись в предгорьях и горах, они перешли к оседлому образу жизни и к новому типу пастушеско-земледельческой экономики. Остеологические исследования говорят о развитии птицеводства, овцеводства и выращивании крупного рогатого скота. В период раннего средневековья аланами и готами в Крымских горах и предгорьях была сформирована новая народность готаланов. К XVI веку аланы были ассимилированы крымскими греками и крымскими татарами, утратив свои этнические особенности.
Связанные с аланами топонимические названия в Крыму включают элементы -алан или -ас.

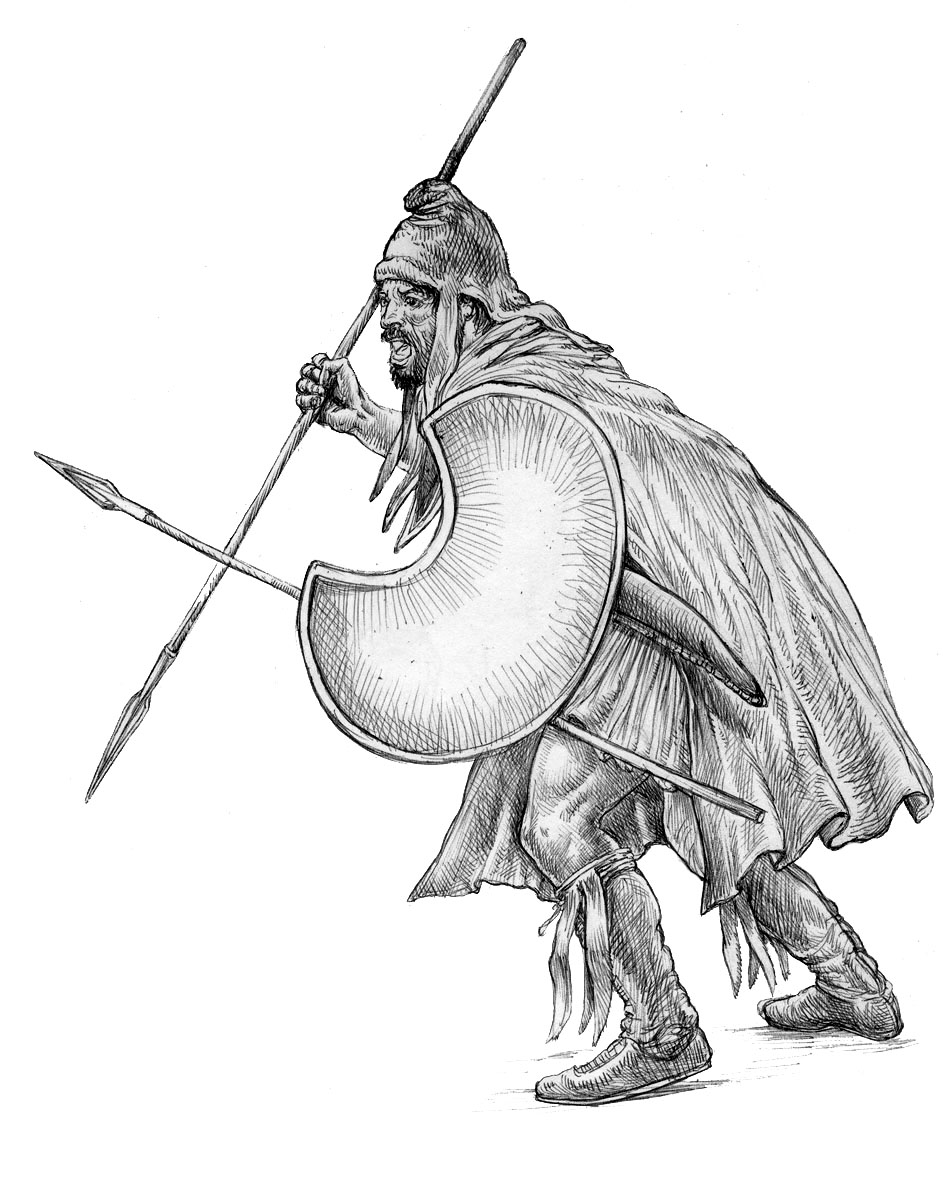
Фракийский воин-пехотинец

## Римляне
Войска Римской империи появились в Крыму между 63-м и 66-м годом во главе с Плавтием Сильваном для оказания помощи Херсонесу в борьбе против скифов и сарматов. Гарнизон был размещён в самом Херсонесе, но затем обязанности по его защите были возложены на боспорских царей. Вновь римский гарнизон и военный флот появились на полуострове в середине II века и находились там до середины III века. Основным местом их дислокации был Херсонес. Затем римские гарнизоны появились в Хараксе и на территории сегодняшней Балаклавы. Среди римских солдат, служивших в Крыму, особенно много было фракийцев.

## Славяне

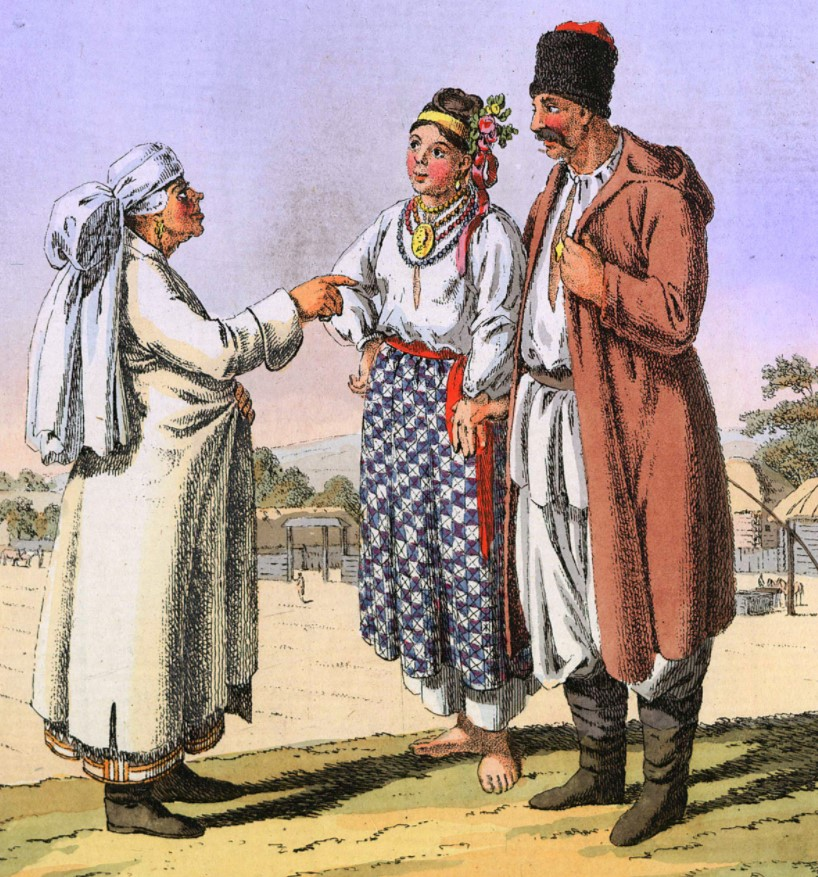
Малороссийские крестьяне в Крыму. Рисунок XVIII в.

На присутствие в Крыму славянских народов указывает факт обнаружения на поселениях и в могильниках различных предметов быта и украшений, лепной керамики черняховской и пеньковской культур, а также захоронения готов по обряду трупосожжения с элементами, содержащие различные черняховские признаки. Проникновение на полуостров черняховского населения происходило в течение второй половины III — первой половины V века. Не исключается переселение в VI—VII веках небольших групп славян-антов, о чём свидетельствуют найденные днепровские фибулы и способ их ношения. Появление антов в Крыму связывают с готскими племенами разноэтнического союза во времена их вторжения на полуостров. Анты скорее всего растворились среди немногочисленных иноэтнических групп населения. Археологами обнаружены славянские поселения и более позднего периода — XII—XIII веков и остатки древнерусских храмов в различных районах полуострова, большая часть которых находится в восточном Крыму. Вопрос о том составили ли славяне какой-то значительный процент или были малочисленны и не внесли ощутимый вклад в формирование населения Крыма до «российского периода» остаётся открытым.

## Готы
В 40-е годы III века римляне, укрепляя дунайские границы, вывели свои гарнизоны легионеров из горного Крыма. Этим воспользовались германцы. Первоначально они вторглись в Северо-западный Крым и разрушили столицу позднескифского государства Неаполь, города Усть-Альма, Алма-Кермен, Кермен-Кыр, Джалман. После этих погромов дорога в Юго-западный Крым для германцев была открыта. По мнению историков М. И. Ростовцева, Ю. А. Кулаковского, Б. С. Бахраха вместе с готами в большинстве этих походов участвовали и аланы. В результате археологических исследований погребений была установлена дата готских и почти всех аланских захоронений — около середины III века. После победы в 276 году боспорского царя Тейрана над варварами, на полуострове начался относительно спокойный период. По утверждению А. А. Васильева, Боспор перешёл в руки готов после 362 года. До сих пор не установлены точные географические границы Крымской Готии и не определены временны́е рамки существования готов на полуострове как отдельного этноса. Преимущественно местом проживания готов была юго-западная часть Крыма. Они постепенно смешались с аланским населением и одновременно подпали под влияние греческой культуры, языка, религии. После вторжения в Крым татар в XIII веке, часть готов начала использовать и татарский язык. После турецкого вторжения на полуостров в 1475 году, готское население начинает культурно и этнически «татаризироваться», утрачивая свою идентичность. В годы Второй Мировой войны нацистские немецкие идеологи предполагали переименовать Крым в «готенланд» и заселить этническими немцами.

## Гунны

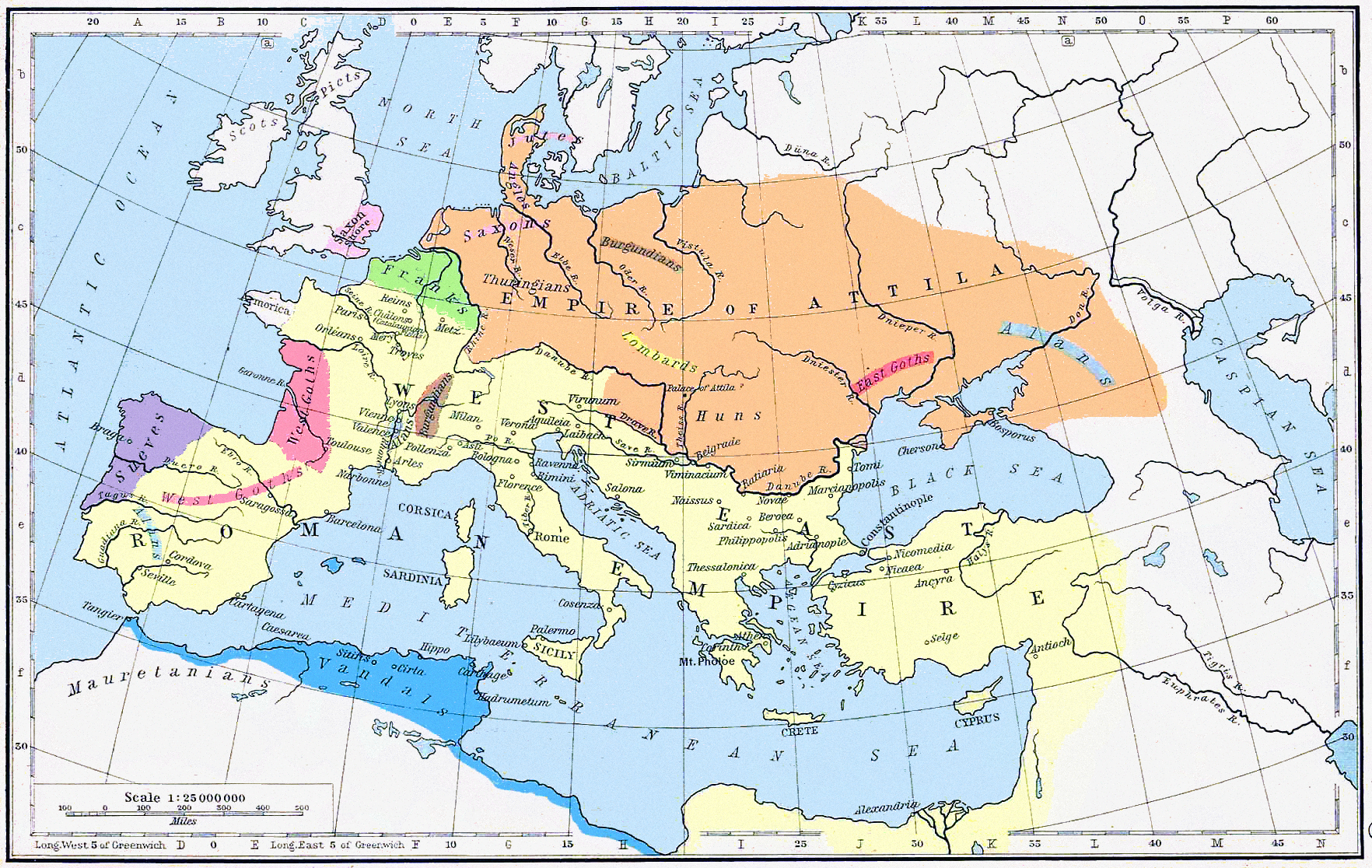
Империя гуннов при Аттиле (около 450-го года)

Гуннами считаются потомки кочевого народа хунну, обитавшего в центрально-азиатском регионе, которые вели постоянные войны с Китаем. Потерпев в I веке поражение, часть хуннов покинула родные места и двинулась на запад. По пути они увлекали в свой поход многочисленные кочевые племена Сибири, Средней Азии, Поволжья. Смешиваясь с другими народами культура хуннов изменилась и они получили новое имя «гунны». В последней четверти IV века гунны разгромили племенной союз готов с аланами. Павел Орозий писал «племя гуннов, … двинулось против готов и, приведя их повсюду в замешательство, выгнало из старинных мест жительства». Гуннскому нашествию подвергся и Крым. В отличие от других народов, заселявших полуостров в предшествующие времена, гунны относились не к европеоидной, а к монголоидной расе. Согласно описанию раннесредневековых авторов, они могли перейти через устье Меотийского озера по мелководью или в зимнее время по льду. Наиболее заметные следы своего нашествия кочевники оставили на Боспоре. Археологические памятники подтверждают присутствие гуннов практически на всей территории Крымского полуострова. После «битвы народов» в 451-м году и смерти вождя Аттилы гунны вернулись в причерноморские степи, а одно из племён, гунны-утигуры ушли в Крым. и заняли степные районы. Дальнейшая судьба гуннов связана с появившемся в VI веке новым кочевым народом тюркутами, в среде которых и других народов, приходящих с востока, они растворились.

## Евреи
Источников, позволяющих изучить историю евреев на полуострове, очень мало, что не даёт общей непрерывной картины исторического развития народа. Еврейские поселения могли появиться в Таврике предположительно ещё в эллинистический период, в конце IV века до н. э. Переселение происходило из Малой Азии и возможно с Кавказа. Переселившись из городов Малой Азии, евреи пользовались знакомым им греческим языком, но религиозным оставался иврит. Сведения о евреях на полуострове и их первой общине на территории Боспорского царства появляются начиная с I века до н. э., но бо́льшая часть еврейских эпиграфических памятников — менор, манумиссий, найденных на территории Боспорского царства с центром в Пантикапее, датируются первыми веками нашей эры. Эти еврейские памятники выполнены на греческом языке, но встречаются и двуязычные. Боспорские иудаисты приобщали к иудаизму неевреев-рабов и, обращая их в свою веру, отпускали на свободу с обязательным условием невыхода из иудаизма. Первоначально евреи селились в городах Боспора и Херсонеса. Затем расселились и в другие районы Крыма. В Херсонесе еврейская община появилась в конце IV—V вв. В письменных источниках X века упоминаются города Крыма, в которых жили евреи: Сугдай (Судак), Алус (Алушта), Ламбат Бортнит (Партенит), Алубика (Алупка), Манкуп (Мангуп), Грузин (Гурзуф). Последнее упоминание о древнейшей истории евреев в Крыму относится к концу XI века и связано с гонениями на них в Херсоне (1097 год). Что стало потом с херсонскими евреями не известно. Так завершился первый древнейший этап в истории евреев Крыма.

### Крымчаки
Этническая группа, сформировавшаяся из византийских, европейских и восточных народов еврейского происхождения, заселявших Крым начиная с I века и по раннее Новое время. Самоназвание — «сыны Израиля». После завоевания Крыма Турцией (1475 год) сюда переселяются большое количество евреев из Турции, европейских стран, кавказского региона и Руси. Впоследствии все эти разнородные общины слились в единую целостную этноконфессиональную общность на основе талмудического (некараимского) образца. Важным фактором объединения стали заимствование разговорного языка, одежды, обычаев соседей, в основном уже сформировавшегося, народа — крымских татар. Учёным-талмудистом Моше а-Голе был выработан для крымских еврейских общин универсальный молитвенник «Махзор минхаг Кафа». Окончательное слияние (духовное объединение) произошло в XVII—XVIII вв.. Термин «крымчаки-евреи» появился в России в первой половине XIX века для обозначения крымских тюркоязычных евреев-талмудистов. Позднее это понятие редуцировалось в «крымчаки» по-русски, «крымчахлар» по-татарски. Историк, этнограф И. С. Кая так определил историческое содержание этого термина: «Крымчаки — это особая группа евреев, которая издавна живёт на Крымском полуострове и в значительной мере приняла татарскую культуру».

### Крымские караимы

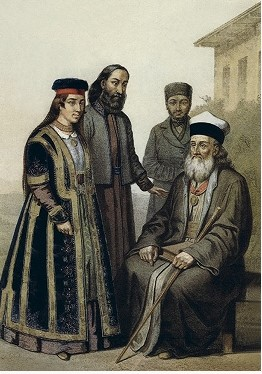
Крымские караимы. Рисунок XIX в.

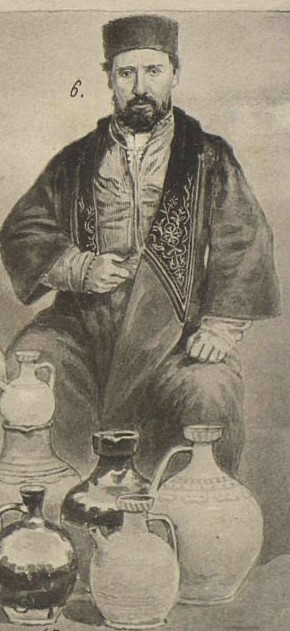
Крымский караим из Симферополя. Рисунок 1892 г.

Этноконфессиональная тюркоязычная иудейская группа. Караимское движение, основателем которого традиционно считается Анан бен Давид, берёт своё начало в городе Багдаде приблизительно в середине VIII века. Термин «караимы» появился в IX веке и обозначал религиозные различные антиталмудические течения в рамках иудаизма (в том числе и ананитов), объединившиеся под общим названием «караимы». Есть несколько противоречащих друг другу теорий появления караимов в Крыму. Скорее всего в Крым караимы попали вместе с монголо-татарскими завоевателями из северного Ирана и с территории Византии. Время появления караимов в Крыму большинство исследователей относят к XIII веку. Первое письменное свидетельство о нахождении караимов в Крыму относится к 1278 году и связано это было с календарным спором между общинами караимов и раббанитов города Солхата (Старый Крым) о начале месяца «тишрей». Караимский собиратель древностей А. С. Фиркович в книге «Авне-Зиккарон» («Памятные Камни») говорил о появлении караимов в Крыму ещё до рождества Христова в VI веке до н. э., однако в современной науке данная теория не рассматривается. Самые ранние переселенцы-караимы поселяются в городах Солхате и Каффе (Феодосия). Но главным центром караимов Крыма стал город Чуфут-Кале.
В качестве разговорного (бытового) языка использовался крымский диалект караимского языка, ассимилированный крымскотатарским, о чём также могут свидетельствовать надгробия XIII века. Уже в XIII—XIV веках караимы Крыма полностью перешли на этнолект крымскотатарского языка; язык богослужений, поэзии, деловой внутренней переписки, научных и теософских трудов, надгробных эпитафий — древнееврейский. В XVIII—XIX веках предпринимались попытки создания литературного караимского языка на основе древнееврейской письменности. Но широкого распространения письменный караимский язык не получил.
Во времена Крымского ханства основными занятиями караимов были торговля (в том числе посредничество в торговле рабами), которая приносила немалый доход в ханскую казну, ростовщичество, они также обслуживали ханский монетный двор. Распространённым занятием являлся кожевенный промысел во всех его стадиях — от выделки кожи до торговли изделиями из неё. Развивались ремёсла: оружейное, ювелирное, каменотёсное дело, соледобыча. Юридические документы (ярлыки, упоминания о налогах) подтверждают о занятиях караимов в сельском хозяйстве, в таких его отраслях как скотоводство, садоводство и огородничество, пчеловодство, виноградарство и виноделие.
Соблюдая присущие только караимам религиозные традиции и переняв бытовые условия жизни татарского населения, они сформировали особую этнографическую культуру. Основными культурными достижениями того времени явились строительство нескольких кенасс и организация первого в Крыму книгопечатного станка. В Крыму в то время караимских общин насчитывалось до 75 % от всех иудейских.

## Хазары
На берегах Керченского пролива хазары появились во второй половине VII века и постепенно стали продвигаться в западном направлении в Степной Крым. Это подтверждается археологическими раскопками в Керчи со следами пожарищ и нумизматическими находками, датированными концом VII века, а также захоронениями кочевников в степях Крыма. Хазары вместе с мигрировавшими на полуостров булгарскими племенами создали крымский вариант салтово-маяцкой археологической культуры. Византия, смирясь с потерей своих крымских владений, поддерживала дружественные отношения с Хазарией. В Крымской Хазарии многие торговые фактории были основаны евреями, что повлияло на распространение здесь иудаизма и принятие его хазарской верхушкой на рубеже VIII—IX вв. Неудачная попытка обратить хазар в христианство поссорила Византию и Хазарию. В X веке Хазарское государство всё больше страдало под натиском соседей, сокращалось территориально и приходило в упадок. К середине IX века основная часть Крыма вернулась под византийский контроль. Сокрушительный удар был нанесён хазарам во время похода на них киевского князя Святослава в 965 году. После объединённого похода византийского флота и русской дружины во главе с князем Сфенгом в Крым в 1016 году, там были разгромлены остатки хазарского государства. Власть Византии на полуострове была восстановлена. С этого времени исчезают и археологические памятники, связанные с культурой хазар.

## Печенеги
Печенеги появились на севере Крымского полуострова в Присивашье предположительно в первой половине X века. Здесь были найдены самые ранние печенежские захоронения. Присутствие печенегов отмечается до конца XI века. Эти кочевые степняки использовались Византией в своей внешней политике и прежде всего в сдерживании Руси. Император Константин Багрянородный так говорил: «Когда царь Ромейский живёт в мире с Печенегами, то ни Русь, ни Турки не могут совершать враждебных нападений на Ромейскую державу …». В средневековых могильниках кочевников, кочевавших в крымских степях, практически не зафиксированы мусульманские и христианские обрядовые черты, что указывает на их принадлежность к язычеству. Во время раскопок Сугдеи и Боспора были найдены свидетельства проживания печенегов и в городах.

## Половцы (кипчаки, куманы)

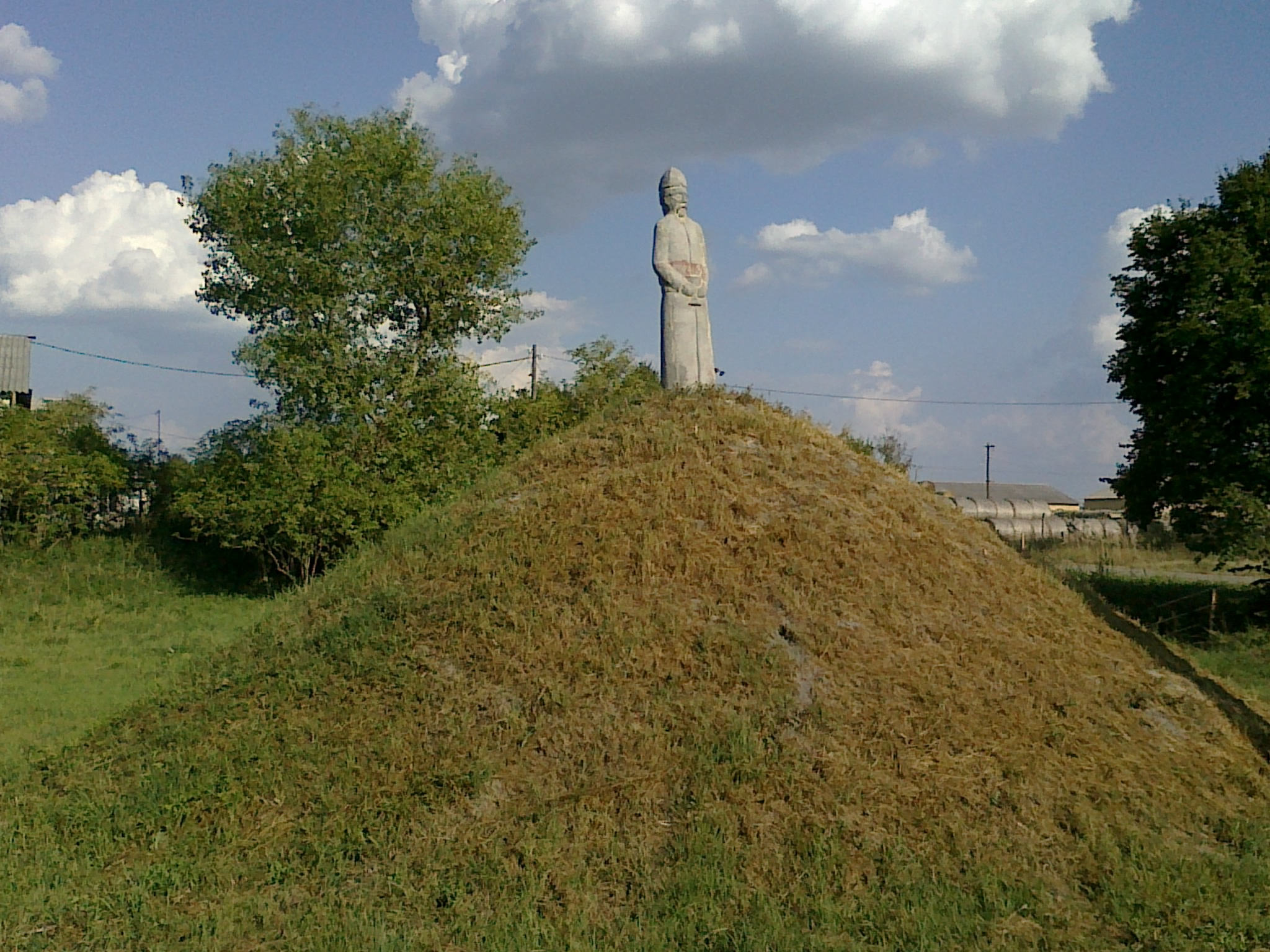
Половецкий курган

В первой половины XII века в крымские степи вторглись половцы. С середины XII века они уже собирали дань и с некоторых портовых городов. В ранних письменных источниках пребывание половцев в Крыму упоминается в трудах византийского историка Анны Комниной (1092) и арабского географа ал-Идриси (1154). Половецкая государственность прекратила своё существование на полуострове в середине XIII века, с появлением татаро-монгольских орд. По всей видимости часть половцев была уничтожена, но бо́льшая часть осталась на своих местах кочевания. Со временем произошло смешение монголов и половцев, и начался длительный многовековой процесс формирования нового этноса — крымскотатарского.

## Крымские армяне

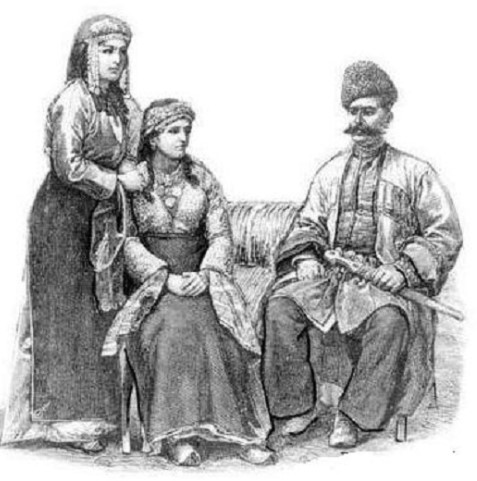
Крымские армяне Гравюра XVIII в.

Формирование организованной армянской диаспоры в Крыму состоялось в XI—XIII веках. В этот период усилился приток армянского населения из Византийской империи, куда они эмигрировали, спасаясь от нашествия арабов и тюрок-сельджуков. Армянская община проживала в Солхате (Старом Крыму), Херсонесе, наиболее многочисленная — в Кафе (Феодосии). Массовое заселение армянами полуострова произошло во времена экономического подъёма, в XIV—XV вв. Армяне-ремесленники и купцы осели в Балаклаве, Карасубазаре, Гезлеве и в сёлах Восточного Крыма. По конфессиональному составу бо́льшая часть армян принадлежала к Армянской апостольской церкви, часть — к католической, были и армяне-цаты, исповедовавшие грекоправославие, «которые по языку, письму, племени являлись армянами, но по вероисповеданию и всем правилам — греками»; по языковой принадлежности также неоднородны: часть подверглась языковой ассимиляции половцами, татарами, турками и утратили свой родной язык, другая часть стала двуязычной. В 1778 году, во время переселения армян-христиан в Приазовье, местом для поселения армян-католиков стали предместья города Екатеринослава; верующими Армянской апостольской церкви был основан город у устья Дона Новый Нахичеван и шесть сёл: Сала, Султан-Сала, Топти, Чалтырь, Несвитай, Екатериновка. По отчёту А. В. Суворова в 1778 году армян с полуострова выехало 12 598 человек. Около 30% их вернулись обратно в Крым и стали основой формирования новой армянской общины, обеспечив культурную преемственность, сложившуюся во времена Крымского ханства.

Государственные образования в Крыму. Середина XV века

## Венецианцы и генуэзцы
После Четвёртого крестового похода (1202—1204) у Венецианской республики появилось монопольное право на колонизацию причерноморских территорий. Венеция основала в Крыму свои фактории. Крупнейшим торговым поселением стал Судак (Сугдея, Сурож). Чуть позже в Северном Причерноморье в середине 1260-х годах закрепились генуэзцы. Здесь появляются их фактории. Наиболее крупным торговым центром стала Каффа (Феодосия). Благодаря своей дипломатической политике генуэзцы урегулировали отношения с монголо-татарами; затем в 1365 году захватили у венецианцев Судак и основали на южном побережье ряд крепостей и поселений. Эти поселения получили название Генуэзская Газария. Поселения венецианцев и генуэзцев просуществовали на полуострове более двухсот лет, до завоевания (1475) и включения их в состав Османского государства. Но и ныне венецианцы и генуэзцы составляют небольшие отдельные субэтносы итальянского народа.

## Френккардаши
Этноконфессиональная группа черкесского народа, распространённая в средние века в Черкесии (Зихии), в генуэзских колониях Крыма и Восточного Причерноморья. Этногруппа возникла в результате миссионерской деятельности Католической церкви и смешанных браков жителей генуэзских колоний черноморского побережья Кавказа с местным населением. Родным языком для них становился итальянский. Название происходит от католических монахов-францисканцев, занимавшихся миссионерской деятельностью в Зихии в XIII—XV веках. К концу XVII века потомки френккардаши растворились среди местного христианского населения. После русско-турецкой войны 1768—1774 годов они были переселены из Крыма в Приазовье. Последнее упоминание о френккардаши относится к 1685 году — на надгробье старого кладбища в Каффе.

## Крымские татары

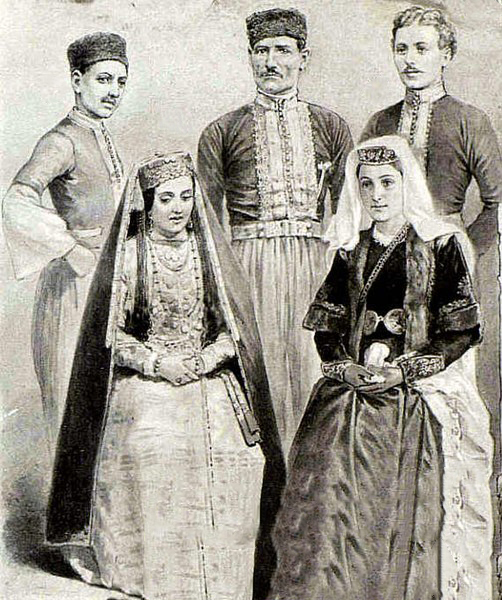
Горные и южнобережные крымские татары

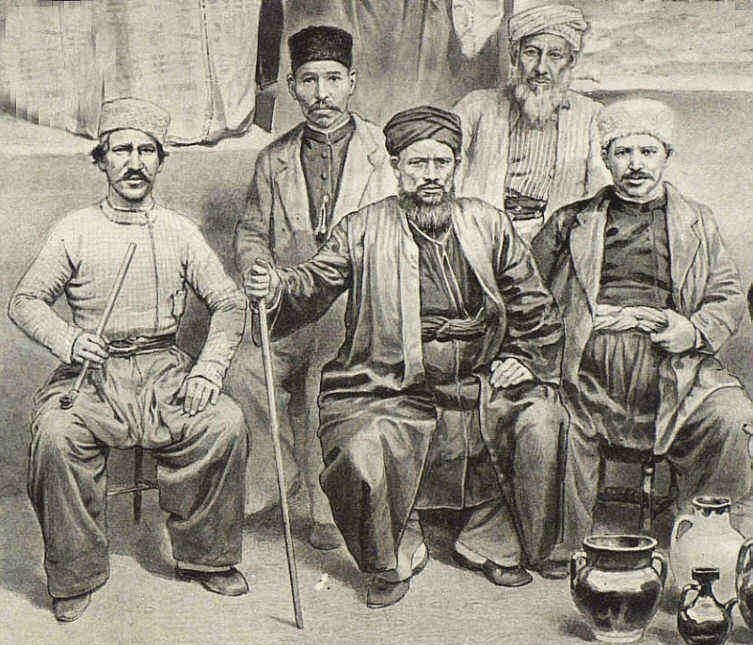
Степные крымские татары

Появление монголо-татар в Крыму и овладение ими города Сугдеи (Судака), христианское население которого ещё до нашествия отчасти было тюркоязычным, описал в своих трудах исламский летописец, современник тех событий Ибн аль-Асир. Это дополняется сообщением в Судакском синаксаре от 27 января 1223 года. Первый этап освоения монголо-татарами полуострова завершился к 1260-му году. Крым стал одной из провинций Золотой Орды. С середины XIII века на полуострове произошёл демографический подъём и возникло большое количество новых поселений. Столицей Крымского улуса стал, построенный золотоордынцами, город Крым (Къырым). Предположительно здесь началась чеканка первых крымских монет. В начале XIV века в Крыму был создан Кодекс Куманикус — письменный памятник кыпчакского языка кыпчаков, куманов, половцев. На рубеже XIV—XV веков название «Крым» закрепилось за всем полуостровом. Первоначально в Крыму сосуществовали три религиозные общины — иудейская, христианская и исламская. Но в период правления хана Узбека, ислам в 1314 году был принят в качестве государственной религии.
Об этнокультурных процессах этого периода, происходивших на полуострове и судьбе завоёванного населения, известно из сообщений византийского историка Георгия Пахимера; он писал: «С течением времени смешавшись с ними (с татарами), народы …: аланы, зикхи и готы, русские и различные с ними народы, научаются их обычаям, усваивают язык и одежду, и делаются их союзниками (в войне)». В формировании нового крымскотатарского народа участвовали и разные группы побеждённых этносов, ставшие подданными Золотой Орды. Одним из основных таких народов стали половцы. Они были социально адаптированы татарами-завоевателями и на их основе в XIV веке сформировался тюрко-язычный этнос — ногайцы. Арабский автор XIV века Эль-Омари так описывает слияние монголов и половцев: «В древности государство Золотая Орда была страной кипчаков, но когда им овладели татары (монголы), то кипчаки сделались их подданными. Потом монголы смешались и породнились с кипчаками, и земля одержала верх над природными и расовыми качествами …». Процесс адаптации кочевых народов в основном завершился в XV веке. В течение нескольких столетий сложился крымскотатарский язык на основе половецкого языка с заметным огузским влиянием. Большой приток татарского золотоордынского населения произошёл в начале XVI века после разгрома хана Ших-Ахмата Менгли-Гиреем в 1502 году, который привёл в Крым побеждённые улусы. В становлении крымскотатарского этноса заметную роль сыграло также местное, смешанное по своему составу, христианское население. Их интеграционный процесс продолжался до XVIII века. По утверждению Броневского Мартина укоренение этнонима «крымские татары» произошло во второй половине XVI века.
Основным занятием крымских татар во все века являлось земледелие. На южном берегу, в горных и предгорных районах Крыма они занимались садоводством, виноградарством, табаководством, сеяли пшеницу и лён. В степных районах Крыма занимались разведением овец и лошадей. У татар были развиты кожевенное производство и обработка шерсти (изготовление войлоков), а также обработка металлов — оружейное производство. Произведённым в Крыму оружием торговали в Европе и на Востоке. Главными ремесленными центрами считались города Бахчисарай и Карасубазар (Белогорск).
Крымское ханство (вследствие распада Золотой орды), после завоевания Иваном Грозным Казанского и Астраханского ханств, причиняло наибольшее беспокойство Русскому царству. Постоянные набеги крымских татар на Польшу, Литву и Россию были их основным жизненным промыслом. Полон был главной добычей. Пленники десятками тысяч продавались в страны Азии, Африки и Европы и приносили огромный доход в казну Крымского ханства. Главным перевалочным невольничьим рынком была Кафа. В. О. Ключевский писал: «… из года в год тысячи пограничного населения пропадали для страны, а десятки тысяч лучшего народа страны выступали на южную границу, чтобы прикрыть от плена и разорения обывателей центральных областей».

## Крымские цыгане

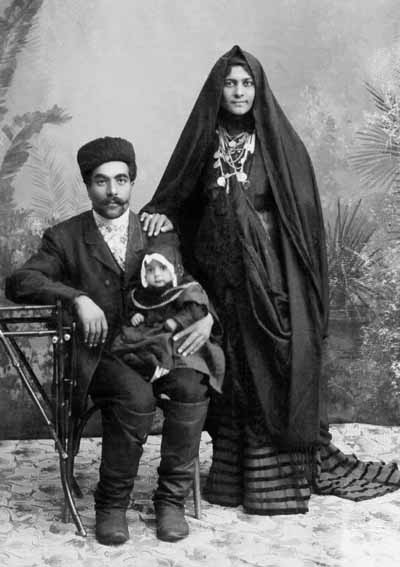
Семья крымских цыган

Субэтническая группа цыган сложилась на полуострове во времена Крымского ханства. Татары их называли пренебрежительно «чингине» и, несмотря на общую религию — ислам, не разрешали хоронить умерших на общих мусульманских кладбищах и, также как христиан и караимов, облагали налогом как неправоверных. Однозначного ответа когда цыгане появились в Крыму нет. Предположительно они прибыли сюда в разное время, из разных мест и несколькими миграционными потоками. Наиболее ранние «гурбеты», самоназвание «туркмены» появились на полуострове вместе с монголо-татарами, переселившись из Малой Азии или из Сирии. Самоназванием «туркмен» («турк мен» — «турок я») они подчёркивали своё происхождение от каких-то турецких племён. Другая больша́я группа цыган-«рома» прибыла не ранее XV века с территории современных Румынии и Молдавии. Крымские группы цыган сильно отличались друг от друга по внешнему облику, языку, культуре. Особенно выделялись две большие группы: гурбеты и рома. Гурбеты в основном были торговцами лошадьми и промышляли извозом. Накануне присоединения Крыма к Российской империи основным местом их проживания были Карасубазар и Перекоп; позже небольшая их часть переселилась в Симферополь и Армянский базар. Цыгане-рома проживали в основном в Бахчисарае (в слободе Салачике), Гезлеве, Карасубазаре; по профессиональной деятельности подразделялись на группы: «демерджи» — кузнецы, «халайджи» — лудильщики, «элекчи» — изготавливали сита, посуду, плели корзины, «кумышчи» — мастера-ювелиры по золоту и серебру, «даулджи» — музыканты, «аюджи» — вожаки медведей.